# Fosforofluoridito de di-isopropilo
Fosforofluoridito de diisopropilo é um composto organofosforado de fórmula molecular C6H14FO2P. É um composto emissor de flúor. É um cátion de fósforo trivalente, apresentando caráter básico. Forma adutos pentavalentes e Hexavalentes, todos instáveis.